# Jalila Essaïdi

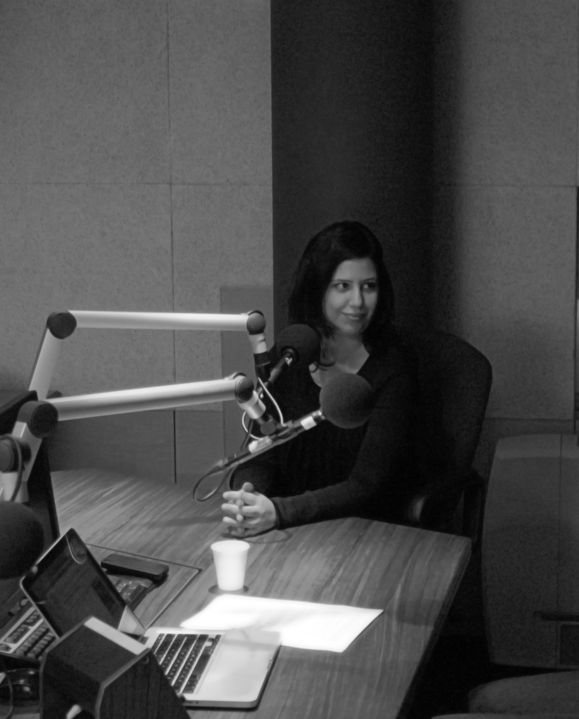
Jalila Essaïdi (2011)

Jalila Essaïdi Eindhoven, 29 oktober 1980) is een kunstenaar en ondernemer, gespecialiseerd in de combinatie van moderne biotechnologie met biologische kunst (bio-kunst).
Zij is het bekendste om haar werk 2.6g 329 m/s ofwel Bulletproof Skin, waarin genetisch gemodificeerde organismen in vitro materiaal hebben geproduceerd dat een combinatie is van menselijke huid en spinnenzijde. Het is in staat om kogels op halve snelheid te stoppen, maar wordt door kogels op normale snelheid gepenetreerd.
Essaïdi schreef in 2012 over dit project het boek Bulletproof Skin. Exploring Bounadaries by Piercing Barriers.

## Opleiding
Essaïdi studeerde van 2008 tot 2010 bio-kunst aan de Universiteit Leiden. Zij behaalde in 2009 haar bachelor aan de Fontys Hogeschool voor de Kunsten in Tilburg, waarna zij van 2010 tot 2011 ook haar masteropleiding aan de Alliantie Fontys Zuyd in de kunsteducatie deed. Na haar masteropleiding heeft ze in 2017 aan de KTH Royal Institute of Technology Business development gevolgd en in 2018 Sociaal ondernemerschap aan de Saïd Business School / University of Oxford en Skoll Centre for Social Entrepreneurship.

## Werkzaamheden
Essaïdi is directeur van Inspidere BV, een biotechbedrijf gevestigd in Brainport Regio Eindhoven.
Zij is directeur en oprichter van de stichting BioArt Laboratories, die internationale toptalenten toegang geeft tot een creatief hybride laboratorium en de gereedschappen en kennis van de biowetenschappen. Zij was docent bio-kunst bij Fontys Hogeschool voor de Kunsten en neemt deel aan de Adviesraad voor de Kamer van Koophandel. Voorts is zij raadslid voor media en kunst in de Lifeboat Foundation. In het Financieel Dagblad wordt ze omschreven als de Brabantse wonderwoman welke wereldproblemen oplost en het Ministerie van Economische Zaken en Klimaat benoemd haar als De Woman Innovator van Brainport Eindhoven.
Een project uit 2016, Mestic, behelst het creëren van nieuwe grondstoffen als plastic, papier en textiel uit koeienmest. Het belangrijkste doel van deze oplossing voor het probleem van overtollige mest is het creëren van een gesloten circulair systeem met koeienmest, waardoor de agrarische sector zich kan houden aan (inter)nationaal beleid, terwijl de investering (koeien) behouden blijft of nog kan groeien. Het genereert ook nieuwe duurzame grondstoffen die door de industrie kunnen worden gebruikt.
In 2017 startte Essaïdi met de opbouw van een BioArt Dorp in Eindhoven door een vijftal bijeen gelegen oude boerderijbunkers op te knappen tot een zelfvoorzienende locatie waar plaats is voor een hybride laboratorium, expositieruimtes, en een experimentele hortus botanicus.

## Prijzen en onderscheidingen
- Finalist EU Prijs voor Women Innovators, van de Europese Commissie, 2019[17]
- High Tech Piek Award, van Innovation Origins, 2019[18]
- Inspiring Fifty Nederland, 50 Inspiring Women in Tech 2019[19]
- Finalist Katerva Award, van Katerva, 2018[20]
- Clim@ competition, van Green for Growth Fund en de European Investment Bank, 2018[21]
- The Chivas Venture, van Chivas Regal, 2018[22]
- WDCD Climate Challenge, van de What Design Can Do, 2018[23]
- Regionale Topvrouw, van Frits Top 50 Vrouwen Magazine, 2017[24]
- Global Change Award, van de H&M Foundation, 2017[25]
- Finalist TheNextWomen Competition, van TheNextWomen, 2017
- Genomineerde Postcode Loterij Green Challenge, van de Nationale Postcode Loterij, 2017[26]
- Finalist Accenture Innovation Award, van Accenture, 2017[27]
- Finalist Future Textiles Award, 2017[28]
- Inspiring Fifty Nederland, 50 Inspiring Women in Tech, 2017[29]
- Finalist ASN Bank Wereldprijs, van ASN Bank, 2016[30]
- Hoog potentieel talent, van de Brabants Kenniscentrum voor Kunst en Cultuur, 2013[31]
- Eerbewijs in de categorie Hybrid Art - Prix Ars Electronica, 2012[32]
- Bio-Art en Design award, 2009[33]

## Tentoonstellingen
Essaïdi heeft haar kunstwerken op verschillende locaties tentoongesteld, waaronder:
- Engeland: Victoria & Albert Museum, Londen.[34]
- China: BODY MEDIA II, Shanghai.[35]
- Kazachstan: WORLD EXPO 2017 – Future Energy, Astana.
- Rusland: Solyanka State Gallery, Moskou.[36]
- Zwitserland: Gewerbemuseum, Winterthur.[37]
- Noorwegen: Akershus Kunstsenter, Lillestrøm.[38]
- Japan: Gyre, Tokio.[39]
- België: Verbeke Foundation, Kemzeke.[40]